# Escuelas del Ave María (Don Benito)

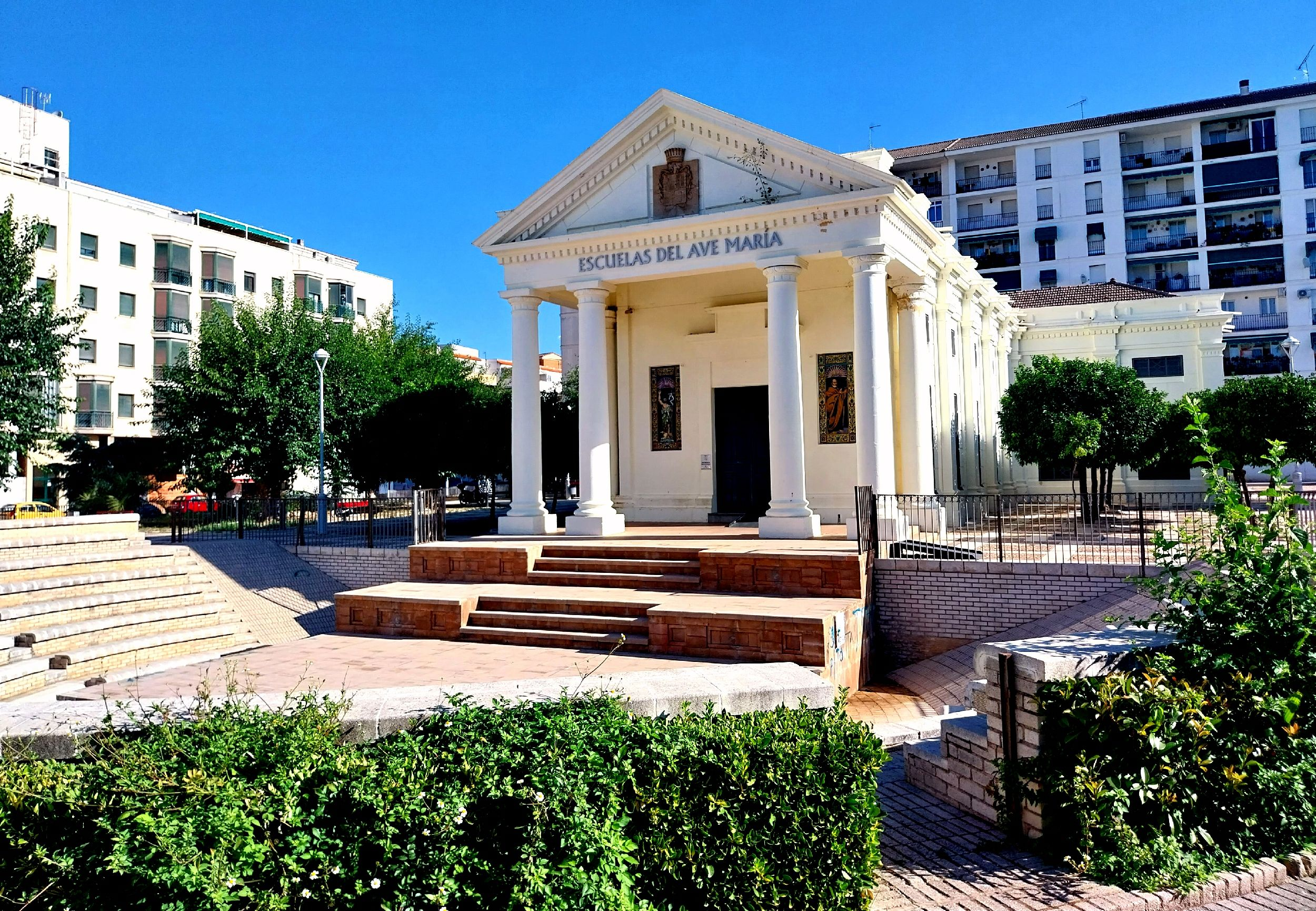
Auditorio frente a las Escuelas del Ave María.

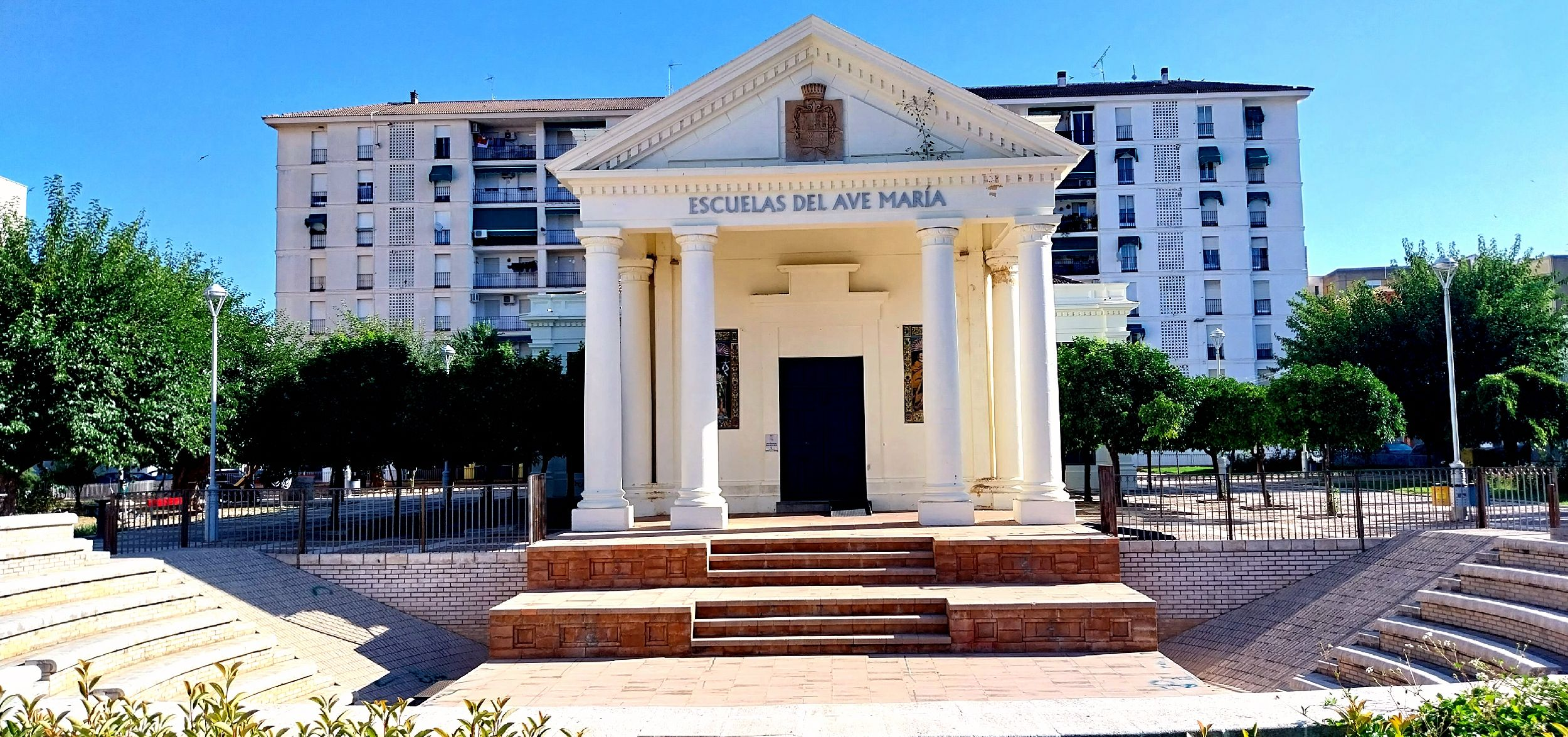
Frontal.

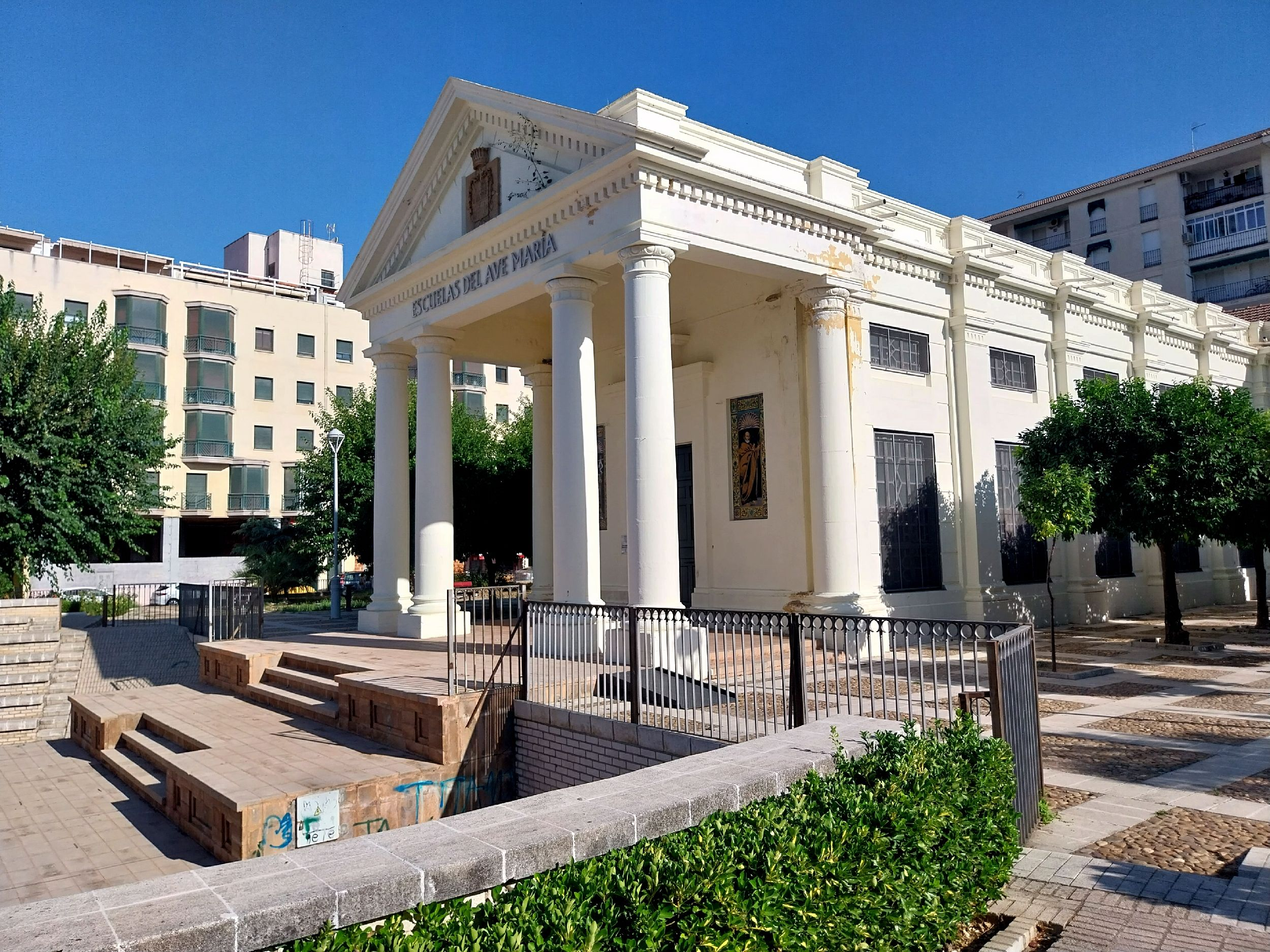
Vista lateral.

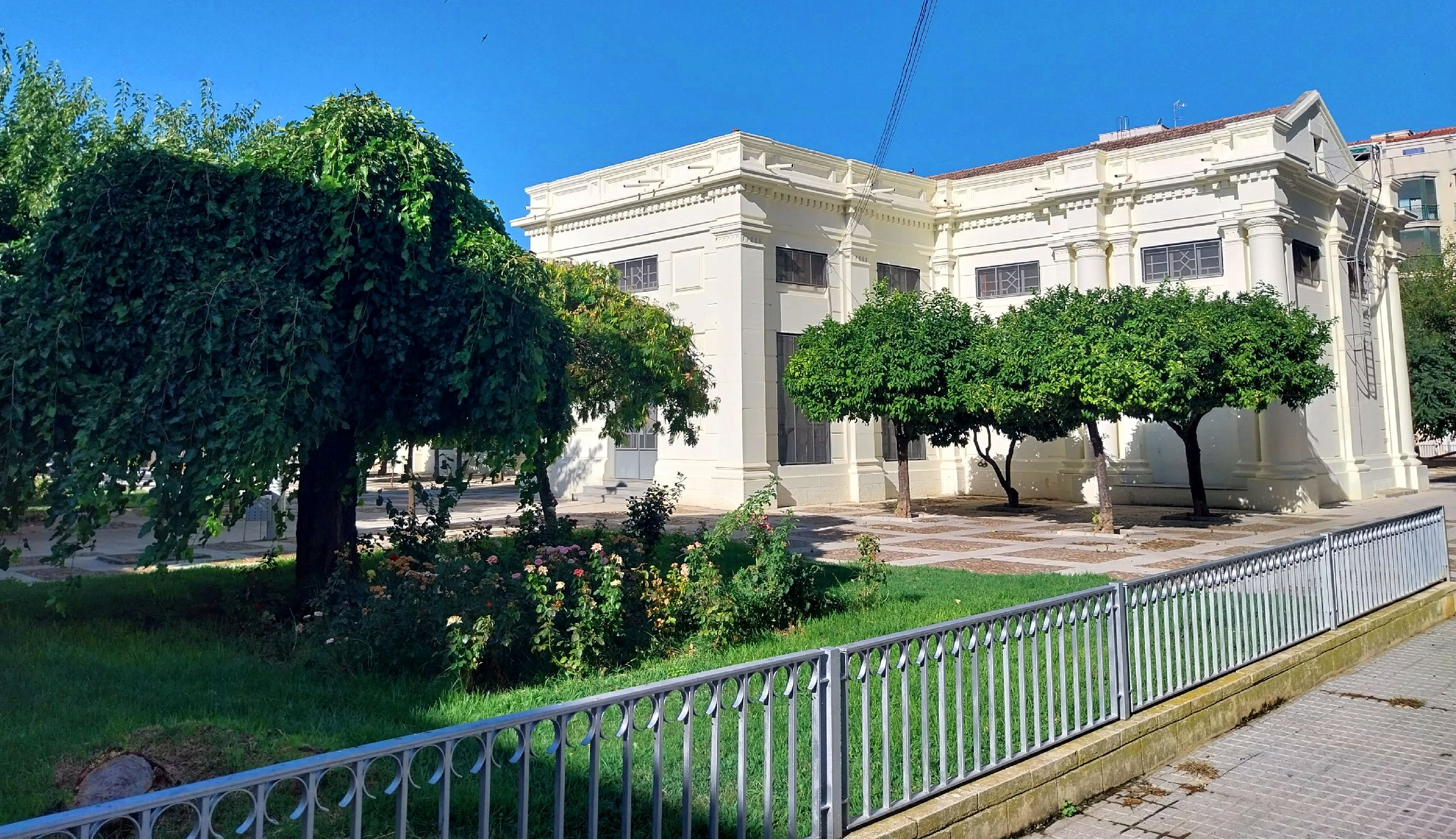
Trasera.

Las Escuelas del Ave María en Don Benito (España) son un antiguo centro educativo que formó parte de la serie de centros fundados en toda España y en otros países bajo la estela del sacerdote y pedagogo Andrés Manjón (1846-1923) a partir de 1889. 
El edificio de las Escuelas del Ave María fue construido entre 1927 y 1928 por el maestro dombenitense Emilio Camacho Moreno (el mismo propietario y el mismo maestro de obras de la casa palacio sede del Museo Etnográfico) en terrenos en el barrio de San Juan cedidos por Pedro Granda, el entonces conde de Campos de Orellana, para albergar la escuela fundada por el sacerdote dombenitense Manuel Parejo Bahamonde.
Las clases dejaron de impartirse durante la Guerra Civil. La actividad educativa volvió en 1949 bajo la gestión de los Padres Claretianos (el colegio Claret está muy próximo, con fachada también a la calle de San Juan, como las Escuelas del Ave María). La congregación firmó el contrato de cesión de los solares y edificios con el entonces conde de Campos de Orellana, Miguel Granda. Las instalaciones mantuvieron este uso como centro de enseñanza primaria hasta 1964. 

## Arquitectura
El edificio, de arquitectura neoclásica, evoca el estilo de un antiguo templo romano, con pórtico frontal columnado y pilares empotrados en los muros laterales. La planta típica del templo romano se modifica sustancialmente al adoptar una planta de cruz latina, propia de los templos cristianos a partir de la Edad Media.

## Reformas posteriores
Desde el fin de la actividad educativa en 1964 y durante cuatro décadas el edificio estuvo abandonado y sufrió desperfectos. En 1985 el edificio fue adquirido a la familia Granda por el Ayuntamiento de Don Benito. Entre ese mismo año y 1987 fueron remodelados los espacios libres y se construyó un auditorio frente al edificio con capacidad para 490 personas. El redactor del proyecto fue el arquitecto Amador Fernández Dávila. Se comenzó con la demolición de un cerramiento externo de la zona ajardinada y el acondicionamiento del jardín y el edificio. Se restauró la azulejería, sustituyendo al original san Pablo por san Juan.
En la actualidad, el auditorio al aire libre es lugar de celebración de actividades culturales. El interior del edificio fue remodelado y adaptado en el año 2006 para albergar los ensayos y actuaciones de la banda municipal de música. En el año 2017 se llevó a cabo una reforma de la zona ajardinada.